# كأس أوكرانيا 2003–04
كأس أوكرانيا 2003–04 (بالأوكرانية: Кубок України з футболу 2003—2004)‏ هو الموسم 13 من كأس أوكرانيا. أقيم خلال الفترة 8 أغسطس 2003 وحتى 30 مايو 2004، وكان عدد الأندية المشاركة فيه 64، وفاز فيه نادي شاختار دونيتسك.